# Cathédrale Saints-Vladimir-et-Olga
La cathédrale Saints-Vladimir-et-Olga (Cathedral of Sts. Vladimir and Olga en anglais) est la cathédrale de l'archéparchie de Winnipeg de l'Église grecque-catholique ukrainienne. Elle est située à Winnipeg au Manitoba au Canada.

## Description
La cathédrale Saints-Vladimir-et-Olga est sise au 115, rue McGregor à Winnipeg au Manitoba.

## Histoire
Le 16 septembre 1984, la cathédrale Saints-Vladimir-et-Olga a reçu la visite du pape Jean-Paul II.

## Religion
La cathédrale Saints-Vladimir-et-Olga est le siège épiscopal de l'archéparchie de Winnipeg de l'Église grecque-catholique ukrainienne. Géographiquement, elle se situe dans le territoire de l'archidiocèse de Winnipeg.